# Charles MacAndrew (1er baron MacAndrew)
 (octobre 2020).
Pour les articles homonymes, voir McAndrew.
Charles Glen MacAndrew, 1er baron MacAndrew, (13 janvier 1888 - 11 janvier 1979) est un homme politique unioniste écossais .

## Biographie
Né dans l'Ayrshire, il fait ses études à la Uppingham School et au Trinity College de Cambridge.
MacAndrew est élu aux élections générales de 1924 comme député de la circonscription de Kilmarnock dans l'Ayrshire et occupe le siège jusqu'à sa défaite aux élections générales de 1929. Il se présente sans succès à l'élection partielle de Kilmarnock en novembre 1929, mais est réélu à la Chambre des communes lors de l'élection générale de 1931 pour Glasgow Partick et en 1935 pour Bute and Northern Ayrshire, occupant ce siège jusqu'à sa retraite de la Chambre des communes en 1959.
Il est vice-président des voies et moyens de la Chambre des communes, de mai à juillet 1945 et de mars 1950 à octobre 1951, et vice-président de la Chambre des communes et président des voies et moyens de 1951 à 1959.
Il commande l'Ayrshire Yeomanry de 1932 à 1936 et est colonel honoraire de 1951 à 1955. Il est fait chevalier dans la King's Birthday Honours List 1935, nommé conseiller privé  en 1952 et est élevé à la pairie en tant que baron MacAndrew en 1959.